# Monarchistische Partei der Russischen Föderation

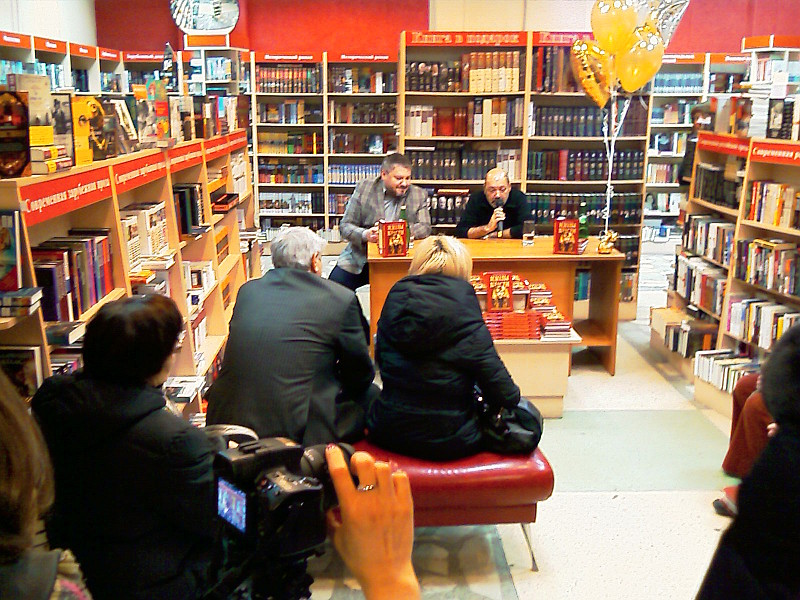
Anton Bakow und Schriftsteller Andrei Matwejew präsentieren ihr Buch Idoly wlasti

Die Monarchistische Partei der Russischen Föderation war die erste legale monarchistische Partei in Russland seit der Oktoberrevolution von 1917. Sie existierte von 2012 bis 2020. Gründer war der russische Politiker Anton Bakow. Im Jahr 2012 wurde die Partei beim russischen Justizministerium registriert und erhielt das Recht an Wahlen teilzunehmen. Am 12. Februar 2020 wurde sie gemäß Entscheidung des Obersten Gerichtshofs der Russischen Föderation aufgelöst, da sie sich 7 Jahre an keiner Wahl beteiligt hatte.
Die Gründungsversammlung der Partei fand am 7. April 2012 statt. Zu diesem Zeitpunkt hatte die Partei etwa 1000 Mitglieder. Die Registrierung beim Justizministerium erfolgte am 12. Juli 2012. Bis Dezember 2012 registrierte die Partei 47 Zweigniederlassungen und erfüllte damit die Bedingung zur Wahlteilnahme. Bei regionalen Wahlen im Jahre 2013 erzielte sie beachtliche Ergebnisse (13,42 % in Jekaterinburg, 8,78 % in Togliatti).
Der offizielle Sitz der Partei war in der Siedlung Kosulino, in der Nähe von Jekaterinburg, dem Ort, an dem der letzte russische Zar Nikolaus II. samt seiner Familie exekutiert wurde.
Bakows Monarchistische Partei setzte sich für die Errichtung einer konstitutionellen Monarchie in Russland ein. Sie machte sich Werbung für monarchistische Ideen unter den Russen zur Aufgabe, wobei sie auch einen Zaren bestimmt hatte: den 1952 geborenen Prinz Karl Emich von und zu Leiningen als Sohn von Marija Kirillowna Romanowa. Nach Übertritt zum orthodoxen Glauben wurde dieser im Juni 2013 unter dem Namen Nikolai Kirillowitsch auch als Thronfolger präsentiert. Mit Vertretern der Romanow-Dynastie war diese Personalentscheidung nicht abgestimmt.
Am 1. Februar 2013 hatten sich Vertreter der verschiedenen monarchistischen Strömungen in Russland bei einem von der Partei abgehaltenen monarchistischen Kongress in Paris versammelt, um die weitere Entwicklung zu diskutieren.